# Sabaria pulchricolor
Sabaria pulchricolor är en fjärilsart som beskrevs av W. Warren 1906. Sabaria pulchricolor ingår i släktet Sabaria och familjen mätare. Inga underarter finns listade.